# Мария Тереза (певица)
Мария Тереза (на португалски: Maria Teresa), артистично име на Мария Тереза Вила-Лобуш (Maria Teresa Villa-Lobos), преди позната като Сабрина (Sabrina) (Сетубал, 30 март 1982), е португалска певица.
Представя Португалия на песенния конкурс на „Евровизия“ през 2007 година във Финландия с песента Dança comigo (Танцувай с мен). През 2012 година се представя пред публиката под псевдонима Мария Тереза с нов албум Faltam-me as palavras (Липсват ми думите) и с нова визия.

## Биография
Мария Тереза е родена на 30 март 1982 година в Сетубал. Започва да пее от училище по семейни празници. На шестнайсет години започва да участва по караоке състезания. Учи в Регионалната консерватория на родния си град, където се научава да свири на пиано.
Следва курс по моделство и манекенство с бившата Мис Португалия – Франсишка Собриньо. Следва комуникационни науки в Института „Пиаже“ и социология в Нов лисабонски университет, който напуска, за да се отдаде на музиката и пеенето. Преди да започне соловата си кариера, печели два местни конкурса по караоке.
На двайсет и четири години е избрана чрез кастинг да участва на Festival da Canção (Фестивал на песента), който се провежда на 10 март 2007 в „MEO Арена“ в Лисабон. Под псевдонима Сабрина печели четиресет и третото издание на фестивала с повече от половината вотове.
С песента Dança comigo (Танцувай с мен) представя страната си на полуфинала на „Евровизия“ през 2007 година, който се провежда във Финландия на 10 май. Не успява да достигне финала, класирайки се на десето място с общо 88 точки.
Практикува футзал тринайсет години и представя местния отбор Vitória de Setúbal, на който е капитанка и благодарение на който извоюва титлата областна вицешампионка.
През 2012 се отказва от псевдонима Сабрина и предприема нов проект с музикалната компания Espacial, като се представя с рожденото си име – Мария Тереза. Издава албума Faltam-me as palavras (Липсват ми думите), който е представен в Колизея в Лисабон и в Колизея в Порто. Едноименният първи сингъл има огромен успех, като след време е включен като саундтрак на сериала Destinos Cruzados (Преплетени съдби), който се излъчва по програмата TVI.
От 2010 година е във връзка с португалския футболист Орландо Са. През месец юни 2015 ражда момиченце, което кръщава Мария Франсишка.

## Дискография
- Dança comigo (2007)
- Faltam-me as palavras (2012)